# Hakkı Devrim
Hakkı Devrim (né en 1929 à Eskişehir, mort le 15 juin 2016) est un journaliste, éditeur, auteur et encyclopédiste turc.

## Biographie
Après avoir terminé ses études secondaires au lycée de Kabataş en 1947, il rentre à la faculté de droit de l'université d'Istanbul de laquelle il sort diplômé en 1951,. Dès 1952 il est assistant de régie à Radio Istanbul et publie ses premiers articles dans la presse,.
En 1973 il fonde avec des proches la maison d'édition Kaynak Kıtaplar,.